# 由井寅子
由井 寅子（ゆい とらこ、1953年 - ）は、ホメオパシー研究家、翻訳家、民間セラピスト。イギリスのホメオパシー医学協会（The Homeopathic Medical Association）名誉会員、日本ホメオパシー財団理事長、日本ホメオパシー医学協会会長、日本ホメオパシーセンター総センター長、ホメオパシー総合医療専門校カレッジ・オブ・ホリスティック・ホメオパシーの学長。農業生産法人日本豊受自然農株式会社社長で、一連の団体はホメオパシージャパン系と呼ばれている。ホメオパシー、ハーブ療法、ハーブチンキ（マザーチンクチャー）、ラーデマッハーの臓器療法、花の露を利用する花療法（バッチフラワー）、塩を使うシュスラーの生命組織塩療法（Schüßler-Salze、ティッシュソルト）、植物の灰を利用するスパジリックを中心に、錬金術、医療占星術、東洋医学を取り入れた治療の普及・指導、心の癒し、霊性の向上・大いなる神々に信仰心を持つための霊性の教育なるものを行う。魂・心・体を治療するという「ZENホメオパシー」というものを提唱している。

## 略歴
1953年愛媛県生まれ。美術専門学校卒業後、東映を経て、テレビドラマ『非情のライセンス』『ジャッカー電撃隊』『熱中時代』『事件記者チャボ!』などのスクリプターを務める。28歳で渡英し、テレビ局で働き、イギリス人と結婚。テレビ番組制作会社を興し、報道ディレクター、番組の企画制作会社の社長となる。1986年に患った難病の潰瘍性大腸炎でのホメオパシー治療をきっかけに、リージェンツ・カレッジのホメオパシー科に入学。翌年CPH（カレッジ・オブ・プラクティカル・ホメオパシー）に2年目から編入。3年後に卒業し、英国ホメオパシー医学協会（HMA）認定ホメオパスの称号を得る。帰国後に日本ホメオパシー医学協会を設立し、日本におけるホメオパシー普及活動に関わる。

## 思想

### 世界観
16世紀のドイツの錬金術師・医師のパラケルススや医療占星術に見られるような、ヨーロッパの伝統的な照応思想を支持する。パラケルススを尊敬しており、「真の医学はパラケルススにおいて完成しており、パラケルスス学説のエッセンスを要約した形でまとめられた『医師の迷宮』は、真の治療家を目指す者にとってのバイブルと言える」と考えている。パラケルススは「完全な類似の法則」を確立し、「臓器療法」なるものを行ったヨハン・ゴットフリート・ラーデマッハー（1772-1850）、ホメオパシーを提唱したザムエル・ハーネマン （1755-1843）、バッチフラワーを提唱したエドワード・バッチ, 1886-1936）は、パラケルススの業績からそれぞれの療法を確立したと見做している。レメディーは自然が発しているものをエネルギーにしたものだと考えている。
ホメオパシーを通じて宇宙の法則を探求する。ブラヴァツキー（1831-1891）の神智学やシュタイナー（1861-1925）の人智学にみられるような霊魂論・カルマ論についてしばしば言及しており、前世・転生説を支持し、「前世で抑圧した感情は同種の法則によって同じ部分を持つ人や出来事を何度でも引き寄せ」るとしている。

### 人間観・治療観
人間は肉体、精神、霊魂（体・心・魂）の三位一体の存在であるとし、「病気もそれぞれのレベルにおいて存在すると考え、霊魂の病気は精神の病気として現れ、精神の病気は肉体の病気として現れる」としている。また「医原病のように肉体が病気になるとき精神も病気になり、やがて霊魂も病気になる」という。そのため、治療は三位一体で行う必要があり、ホメオパシーは三位一体で治療する療法であるとしている。人間を大きく5層の階層（レイヤー）に分けて考え、「マヤズムという原始的土壌、コンスティテューションと呼ばれる根本的体質、 環境や好き嫌いなどのファンダメンタル、病気や疾患等のリージョン、新薬や手術等のサブリージョン」に同時に働きかけて治療するとしている。現代はハーネマンの時代より、心身の抑圧、化学合成物質・重金属・薬による汚染が深刻であり、この5僧が複雑になっており、ハーネマンが行ったような1種類のレメディーで治すことは難しいと考えている。自身の提唱する新しいホメオパシーを「ZENホメオパシー」と呼び、レメディ、レメディの原液であるハーブチンキ（マザーティンクチャー）を使い、魂・心・体を同時に治療できるとしている。
「自己治癒力が病気と闘っている時に現れるのが病気の症状」「症状は、排泄反応であり、ホメオパスにとっては、適切なレメディーを見つけるために必要な情報」であると考える。「症状は老廃物（体毒）の溜まった結果生じるもの」で、「治癒しなければならないのは、症状ではなく症状の奥にある老廃物の溜まる原因」であり、老廃物の溜まる原因は「バイタルフォースの滞り（生命力の滞り＝病気）」であるとしている。バイタルフォースが滞る原因として、「生き方・考え方が自然から離れること、あるいは、直接的に毒物が体に入ること」であり、直接的に毒物が体に入ることとして、食べ物と予防接種を挙げている。
病原体は体を浄化しようとしているのであり、症状は自分の内にあるものを映す鏡であるとしている。そのためホメオパシー愛好者は、「病原体を信頼している」という。感染症も、ホメオパシーと同じ「同種療法」であると見做し、「病原体は自己治癒力を触発するレメディーと同じ役目」であり、体内に老廃物がなければ、病気になることはないとしている。そのため、「病原体も子どものかかる病気も、老廃物を排出へと導いてくれるありがたいもの」であるとしている。
薬で症状を抑えることは抑圧であり、症状を抑えるとより悪化するというハーネマンの考えを支持している。
現代治療をやめレメディーを取ると病状が悪化するが、それはレメディーの刺激で自己治癒力が高まり体から「体毒（老廃物）」の排泄が始まるためで、症状が良くなる前兆の「好転反応」、試練であり、有り難いことなのだとしている。好転反応には、「熱や湿疹、下痢や軟便、耳だれ、鼻血、唾液、汗など」「物質的な老廃物だけではなく、心の老廃物の排泄も生じることがあり、過去に抑圧した感情が出てきて、悲しくなったり、怒ったり、イライラしたり、落ち込んだりすることもあります」としている。
ホメオパシーは精神病から皮膚病まで多種多様な病気に有効で、がん治療も可能としている。

### 現代医学・科学
現代医療は「症状を緩和するが、治癒はさせない」と考えている。完全に否定している訳ではないと述べており、以前は「ホメオパシーを否定する医師や権威に対し、ホメオパシーの正しさを証明しよう」と躍起になり、息子の骨折の際も「医師に頼らなくても自分でできるしやらなくては」と自己流の添え木とレメディーで治療しようとしてうまくいかず、最終的に医師に頼ったことから、現代医療も必要だと認められるようになったという。
由井寅子は、ホメオパシーを否定する人々には、常識とかけ離れたホメオパシーの理論に対し、自分の価値観を守ろうと恐怖感から拒絶反応を示す人が多いと述べている。ホメオパシーは科学を超えたメタサイエンスであり、感覚的に確実に存在すると思えるものを「目に見えない、観測（検出）できないという理由だけで、存在しないものとしている」ことに科学の壁があり、「目に見えないもの（命、愛、意識、思考、感情など）の中にこそ、大事な真実が隠されており、それを科学が扱わないのであれば、その科学はいつまでも不完全なままであろうし、人類を真に幸福へとは導かないと考えます」と述べている。
現代日本は薬大国であると考えており、多くの難病が薬に起因する医原病であると見做している。病状を抑圧するとしてステロイド系抗炎症薬を否定している。ステロイドを使った期間が長く、量が多いほど、好転反応も長く続く傾向にあると述べている。

### 予防接種・ワクチン
シュタイナーと同じく予防接種に否定的であり、予防接種は病気の原因の一つであり、病気を慢性化させると主張している。予防接種は体にとってゴミであり、「生命力が弱り、病原体に感染しやすくなり、病気しやすくなります」という。
予防接種で感染症の流行を阻止できるというのは、調べてみると全く根拠がなく、誰かが意図的に予防接種をしなければいけない雰囲気を作り出しているという陰謀論を説く。感染し発症するかはその人の免疫力次第であり、自身の免疫力が弱いから感染するわけで、感染する責任は本人にあるとし、予防接種をしない人を迷惑をかけると責めるのは間違いで、人のせいにして自分を改めようとしていないと批判している。
アレルギー、アトピー性皮膚炎、ぜんそく、発達障害の子どもたちが近年急増しているとし、予防接種による医原病であると主張している。

### 心理論
「インナーチャイルド」「アダルトチルドレン」というトラウマ理論を説く。胎児のころから母親にいらない子だと言われ、母に嫌われないために感情を殺して生きてきたと述べており、1986年に患った難病の源には「母に認められなかったがために、上司に誉められると嬉しくて、体のことも考えずに頑張り続けてきたインナーチャイルド」がいたという。レメディー投与により、「男社会であること、実力があってもコネがないとできないこと、貧乏人に対する社会の目、個性的な人に対する村八分的な態度」といったずっと抱いてきた憤りを吐き出すことで、インナーチャイルドに翻弄された人生が終わり、病気は快方に向かったと述べている。人間が感じる怒りや悲しみ、不幸は、「幼い時に愛されずに傷ついた内なる子ども(インナーチャイルド)」のせいであるとしている。自分の過去から、インナーチャイルドの問題はライフワークであると述べている。
多くの難病の原因に、日本人がもつ「罪悪感」や「自己卑下感」などインナーチャイルドがあると見做している。
由井は、インナーチャイルドの意味と癒しの技術を学ぶこれからの時代に有利な資格として、2012年にインナーチャイルドセラピストの講座・資格を設けている。

### 農業
日本の農業は、化学肥料や農薬に依存させられていると考えている。農薬のない時代も農業は成立していたため、農薬は農業に必要ないとしている。ホメオパシーで放射能で汚染された土壌の改良ができるとしている。

### 東日本大震災・放射能関連
原発はいらないとしている。六ヶ所再処理工場のような核燃料の処理施設が地震などで止まると地球が終わってしまう、こんな危険なものをこれ以上作り出してはいけないと考えている。
この世に偶然はなく、原発事故は「私たちの不自然な命から作り出した私たち自身の姿」を反映しているのではないか、「かつて原子爆弾を落とされ放射能の恐怖が骨身にしみ込んでいる私たち日本人が、本来の自分の命を取り戻すために求めたことかもしれない」と考えている。よって放射性物質には今の人間を浄化する力があるとし、放射能を信頼して恐怖を手放し自信を付け、免疫力を高めることで、原発も核兵器も役割を終えてなくなるのではないかと述べている。
原発事故は「日本人が敗戦と共に失ってしまった民族の誇りと愛国心を取り戻す大きなチャンス」でもあり、そのためには「ウラニウムのレメディーとプルトニウムのレメディーが必要でありホメオパシーが必要」であると主張している。
放射能の害は自己免疫力が強ければ問題にならないとし、ホメオパシーのレメディーは放射能の害に有効であると考え、「ホメオパシーで免疫力を高めると同時に、放射線の害に有効なレメディーを事前にとり、放射線を浴びたときにはすぐに放射線の害に有効なレメディーで対処することを行っていれば恐るるに足りません」と述べている。
放射能について、「少しくらいの放射線は浴びた方がよいし、少しくらいの放射性物質はとった方がむしろ健康になってよいのではないか」とし、自然界にも放射性カリウムはあるのでむやみに恐れる必要はないと考えている。

## 事業
ホメオパシージャパンを参照。

## 政治
2012年に、元首相の鳩山由紀夫も出席した「統合医療を普及・促進する議員連盟」の会合で、「政府での統合医療推進検討の際に、国民や患者のニーズを最優先に、ホメオパシーについては1つ1つのクライアントの治癒事実もエビデンスとして認めてほしい」「統合医療の1つとして政府も認めてほしい」と訴えた。

## 仕事

### 著書
- 『心と体を癒すホメオパシー ホメオパシー入門書』ホメオパシー出版　2005
- 由井寅子のホメオパシーガイドブック
  1. 『ホメオパシーin Japan あなたをサポートする"ホメオパシック・レメディー"とは』ホメオパシー出版　2002　由井寅子のホメオパシーガイドブック1
  2. 『ホメオパシー的妊娠と出産 自然出産をサポートする36レメディー』ホメオパシー出版　2007　由井寅子のホメオパシーガイドブック 2
  3. 『キッズ・トラウマ 子供の罹る病気、成長過程で遭遇するショック・トラウマのために。』ホメオパシー出版　2001　由井寅子のホメオパシーガイドブック 3
  4. 欠番
  5. 『バイタル・エレメント 24ティッシュソルト+12微量元素』第2版 ホメオパシー出版　2001　由井寅子のホメオパシーガイドブック 5
  6. 『ホメオパシー的予防 ―ホメオパシーで子どもの病気と感染症を安全に予防する』ホメオパシー出版　2007　由井寅子のホメオパシーガイドブック 6
  7. 欠番
  8. 『ハーブ・マザーチンクチャー』ホメオパシー出版　2013　由井寅子のホメオパシーガイドブック 8
- ホメオパシー講演録
  1. 『由井寅子のホメオパシー入門 2004年11月27日ホメオパシー一般講演録』ホメオパシー出版　2005　ホメオパシー講演録 1
  2. 『由井寅子の予防接種と医原病入門 2005年度ホメオパシー・キッズトラウマ基礎セミナー録出』ホメオパシー出版　2005　ホメオパシー講演録 2
- 由井寅子のホメオパシー的生き方シリーズ
  1. 『予防接種トンデモ論　病原体はありがたい!子どものかかる病気はありがたい!』ホメオパシー出版　2008　由井寅子のホメオパシー的生き方シリーズ vol.1
  2. 『発達障害へのホメオパシー的アプローチ 発達障害の子どもたちを治癒に導く方法論と症例集』ホメオパシー出版　2008　由井寅子のホメオパシー的生き方シリーズ vol.2
  3. 『インナーチャイルドが叫んでる! 愛されず傷ついた内なる子どもをホメオパシーで癒す』ホメオパシー出版　2009　由井寅子のホメオパシー的生き方シリーズ vol.3
  4. 『愛じゃ!人生をかけて人を愛するのじゃ! ホメオパシー的生き方で根本から愛される人になる!』ホメオパシー出版　2009　由井寅子のホメオパシー的生き方シリーズ vol.4
  5. 『それでもあなたは新型インフルエンザワクチンを打ちますか? 常識を覆すインフルエンザ論』ホメオパシー出版　2009　由井寅子のホメオパシー的生き方シリーズ vol.5
  6. 『とらこ先生通信 ホメオパシー的哲学、真に生きるための奥義書』ホメオパシー出版　2010　由井寅子のホメオパシー的生き方シリーズ vol.6
  7. 『ホメオパシー的信仰 目覚めよ、日本人!』ホメオパシー出版　2011　由井寅子のホメオパシー的生き方シリーズ vol.7
  8. 『荘子・内篇──霊性向上のためのガイドブック』ホメオパシー出版　2011　由井寅子のホメオパシー的生き方シリーズ vol.8
  9. 『インナーチャイルドが待っている!』ホメオパシー出版　2012　由井寅子のホメオパシー的生き方シリーズ vol.9
  10. 『インナーチャイルドが願ってる!』ホメオパシー出版　2013　由井寅子のホメオパシー的生き方シリーズ vol.10
- 『毒と私』幻冬舎メディアコンサルティング 2011

### 共著
- 『バース(出産) 出産準備・出産後をサポートする18種類のレメディーの手引き』鴫原操,宮崎日出子 共著　ホメオパシー出版　2003　由井寅子のホメオパシーガイドブック2（絶版：『ホメオパシー的妊娠と出産 自然出産をサポートする36レメディー』発刊のため）

### 翻訳
- Melissa Assilem 『きちがい帽子屋のティーパーティー』ホメオパシー出版　2000
- ジャン・ショートン『元素のレメディー』編著　ホメオパシー出版　2001　海外ホメオパスによるホメオパシー講義録
- ラズニ・サトパティ『インド人ホメオパスラズニ・サトパティのマテリア・メディカ』監訳　ホメオパシー出版　2002
- マリオ・ボヤジェフ『システマティック・アプローチ ホメオパシーの理論と実践』ホメオパシー出版　2002
- Harry van der Zee 『出産とマヤズム』監訳　ホメオパシー出版　2002
- Didier Grandgeorge『スピリット・オブ・ホメオパシック・レメディー』ホメオパシー出版　2003
- イアン・ワトソン『ホメオパシー方法論へのガイド』ホメオパシー出版　2003
- John Wallace 『レメディーノート 2』ホメオパシー出版　2003
- Didier Grandgeorge『人生の道・ホメオパシー 人体の象徴&人生の段階におけるホメオパシックレメディー』監訳　ホメオパシー出版　2004　ホメオパシー海外選書
- 英国ホメオパシーの学生『すぐよくなってね! ホメオパシーのファーストエイドのためのガイド』第2版　ホメオパシー出版　2004
- ジャン・ショートン『ホメオパシーとミネラル』ホメオパシー出版　2005　ホメオパシー海外選書
- J.コンプトン・バーネット『ワクチノーシス ワクチン病(予防接種病)のスーヤによる治療とホメオパシーによる病気の予防法について』監訳　ホメオパシー出版　2005　ホメオパシー古典シリーズ
- コリン・B.レッセル『歯科のためのホメオパシーハンドブック』監訳　ホメオパシー出版　2006　ホメオパシー海外選書
- イアン・ワトソン『タオとホメオパシー』監訳　ホメオパシー出版　2006　ホメオパシー海外選書
- ジャン・ショートン『ホメオパシーとエレメント』ホメオパシー出版　2006　ホメオパシー海外選書
- J.コンプトン・バーネット『発達障害の子どもたち ホメオパシーで治癒可能な身体的・知的発達の遅れた子どもたち』監訳　ホメオパシー出版　2008　ホメオパシー古典シリーズ
- ルディ・バースパー著 スティーブン・デッカー共同研究『ホメオパシールネサンス クラシカルを超えて 解明されたホメオパシーの真実』監訳　ホメオパシー出版　2008
- スティーブ・スミス『メディカル・ホメオパシー 病理的最適レメディーを選ぶための参考書』監訳　ホメオパシー出版　2008

ホメオパシー海外選書
- リズ・レイラー『ホメオパシー恋愛術 自分の根本タイプを知り真実の愛を見つけるために』監訳　ホメオパシー出版　2009　ホメオパシー海外選書
- ファロック・マスター『Lac乳のレメディー ミラクルをおこすラック(乳)のレメディーその詳細な解説と症例』監訳　ホメオパシー出版　2010　ホメオパシー海外選書
- サンドラ・ペルコ『インフルエンザのホメオパシー的治療法 過去、現在、そして未来も、ホメオパシーでインフルエンザ疫病・流行病を生き抜く 鳥インフルエンザ特集号』監訳　ホメオパシー出版　2010　ホメオパシー海外選書
- ジャン・ショートン『シークレット・ランタノイド 深い病理を治癒に導く隠れた15の元素レメディー』監訳　ホメオパシー出版

2010　ホメオパシー海外選書
- コリン・グリフィス『新マテリア・メディカ ホメオパシーの未来を開く鍵となる36のレメディー』監訳　ホメオパシー出版　2010　ホメオパシー海外選書
- S.R.ファタック『ファタックのマテリア・メディカ』監訳　ホメオパシー出版　2010　ホメオパシー海外選書
- メリッサ・アシレム『更年期を通して霊化する女性』監訳　ホメオパシー出版　2011
- ロジーナ・ゾンネンシュミット『ロジーナの臓器治療 2 (肝臓・胆嚢)』監訳　ホメオパシー出版　2012　ロジーナのホリスティック臓器治療シリーズ

### DVD
- 由井寅子のホメオパシー講演DVD
  1. 『症状はありがたい！』ホメオパシー出版　2010
  2. 『人はなぜ病気になるのか？』ホメオパシー出版　2011
  3. 『インナーチャイルド癒しの実践』ホメオパシー出版　2013